# Cementerio conmemorativo nacional de Arizona
El Cementerio conmemorativo nacional de Arizona (en inglés: National Memorial Cemetery of Arizona) es un cementerio nacional de Estados Unidos situado en la ciudad de Phoenix en el condado de Maricopa, Arizona. Abarca 225 acres (91 ha), y según datos de finales de 2005, tenía 43.672 sepulturas.
Una ley estatal aprobada en 1976 por el entonces gobernador Héctor Raúl Castro, autorizó la creación de un gran cementerio de veteranos. Se eligió la ubicación en Phoenix y el cementerio fue dedicado el 9 de diciembre de 1978. El primer entierro se llevó a cabo en la primavera siguiente. Fue transferido oficialmente al control del Departamento de Asuntos de Veteranos y se convirtió en un cementerio nacional en 1989. En 1999, se gastaron más de 13 millones de dólares en la mejora de las instalaciones y el desarrollo de la zona con la intención de servir a las necesidades de sepulturas de los veteranos hasta el año 2030.